# Троца
Троца (на немски: Trozza, Drozza) е древен род, споменат в Lex Baiuvariorum като баварски благороднически род, който с Хуоси, Фагана, Хаилинга и Аниона стои много близо до баварския херцогски род Агилолфинги. Те са сред водещите 6 рода и са заемали важни служби в Бавария.